# Compendium de théologie
Le Compendium de théologie (en latin Compendium theologiæ) est un résumé de théologie, un bref traité sur la foi chrétienne de Thomas d'Aquin. Il fut rédigé de 1265 à 1267. Cette petite somme de théologie est une œuvre de maturité du théologien. Elle reste inachevée, à la suite d'une extase mystique qui lui fit cesser tout travail d'écriture[réf. nécessaire].

## Objet
Thomas d'Aquin écrit cet ouvrage afin de résumer les doctrines chrétiennes nécessaires au salut dans le but de les faire partager à ceux qui n'auraient pas le temps de lire d'autres livres de théologie. Elle consiste en fait en un résumé très ramassé de la Somme théologique.
« Et pour que personne ne trouve excuse de ne pas devoir acquérir l’enseignement de la divine parole qu’il avait transmise abondamment et clairement à l’intention des studieux en divers livres de la Sainte Écriture, pour ceux qui étaient trop occupés, il enferma la doctrine du salut de l’homme sous un court résumé. »